# ミナミアフリカラブカ
ミナミアフリカラブカ（学名：Chlamydoselachus africana）は、カグラザメ目ラブカ科に分類されるサメの1種。2009年に記載された。アンゴラ南部からナミビア南部の深海で見られる。
本種とラブカ（C. anguineus）は区別するのが困難だが、成熟個体は小さく、頭の長さや口の幅など、いくつかの測定値が異なる。

## 分類法
長い間、ラブカ科およびラブカ属の現生種はラブカただ一種と考えられていた。1988年2月にナミビアのリューデリッツ沖で捕獲された標本から、未知の種の存在が疑われた。この標本は既知のラブカよりも小さい成体雄で、調査によりその海域の個体はラブカと明らかに異なる事が分かった。その後2009年に科学雑誌のズータクサに掲載された論文の中で正式に記載された。ホロタイプは、ナミビアのクネネ川沖の水深409mで捕獲された、体長117 cmの雌であった。

## 分布と生息地
アンゴラ南部からナミビア、南アフリカ共和国の沖合に分布する。東ケープ州沖水深1,230 - 1,400 m、クワズール・ナタール州沖水深300 mでも捕獲されている。しかしこれらが本種であるかは不明。生息地は不明だが、水深425 mの、水中酸素が低く栄養が多い砂地から標本が採集されている。

## 形態
外見はラブカと類似しており、体は長く頭部は幅広で平たい。目は大きく丸い。吻は尖らず、先端に大きな口がある。歯列は上顎に約 30列、下顎に約27列。各歯には3つの細く滑らかな反り返った尖頭があり、それらの間にも小さな尖頭があり、後ろの歯と噛み合うようになっている。鰓裂は長く6対あり、第一鰓裂は喉で交わる。胸鰭は幅広で丸く、基部は第六鰓裂のすぐ後方にある。腹鰭と尻鰭は大きく、基部が長く、縁は湾曲する。背鰭は一基のみで、体後方の臀鰭の上部に位置し、基部は短い。尾鰭は細長い三角形に近く、下葉は無い。
ラブカよりも頭部と鰓裂が長く、目と鼻孔の間が広く、口は大きく、頭部と胸鰭の間が広い。既知の最大の雌は体長117 cmのホロタイプで、既知の最大の雄は体長99 cm。生時の体色は濃い灰色だが、薄い膜のため濃い茶色となる。
椎骨はラブカが160 - 171個に対し本種は147個と少なく、腸の螺旋弁数もラブカが35 - 49に対し本種は26 - 28と少ない。また胸鰭と臀鰭の骨格構造も異なる。

## 生態
胃の内容物から、ヤモリザメ属のAfrican sawtail catshark（Galeus polli）などの小型のサメを捕食すると判明している。顎や腹部は伸縮性が大きく、尖頭の多い反り返った歯により獲物の逃走を防ぎ、丸ごと飲み込むことに特化している。体長92 cmの本種が、自身の体長の40%もあるヘラザメ属の一種を飲み込んだ記録がある。
ラブカと同様に無胎盤性の胎生であると推定されている。雌は不明だが、雄は体長91.5 cmで性成熟する。

## 人間との関わり
国際自然保護連合(IUCN)のレッドリストでは低危険種に指定されている。